# Système des apothicaires

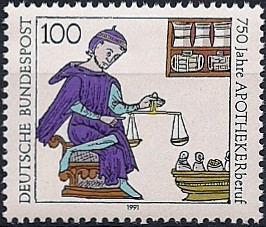
Timbre-poste allemand de 1991, commémorant les 750 ans de la profession d'apothicaire

Le système des apothicaires est un ancien système de mesure anglo-saxonne pour des poids. C’est un système non décimal.